# Abdennour Siouane
Abdennour Siouane (sinh ngày 12 tháng 9 năm 1989) là một cầu thủ bóng đá người Algérie hiện tại thi đấu ở vị trí tiền đạo cho NA Hussein Dey ở Giải bóng đá hạng nhì quốc gia Algérie.